# Calappa gallus
Calappa gallus är en kräftdjursart som först beskrevs av J. F. W. Herbst 1803.  Calappa gallus ingår i släktet Calappa och familjen Calappidae. Inga underarter finns listade i Catalogue of Life.

## Bildgalleri

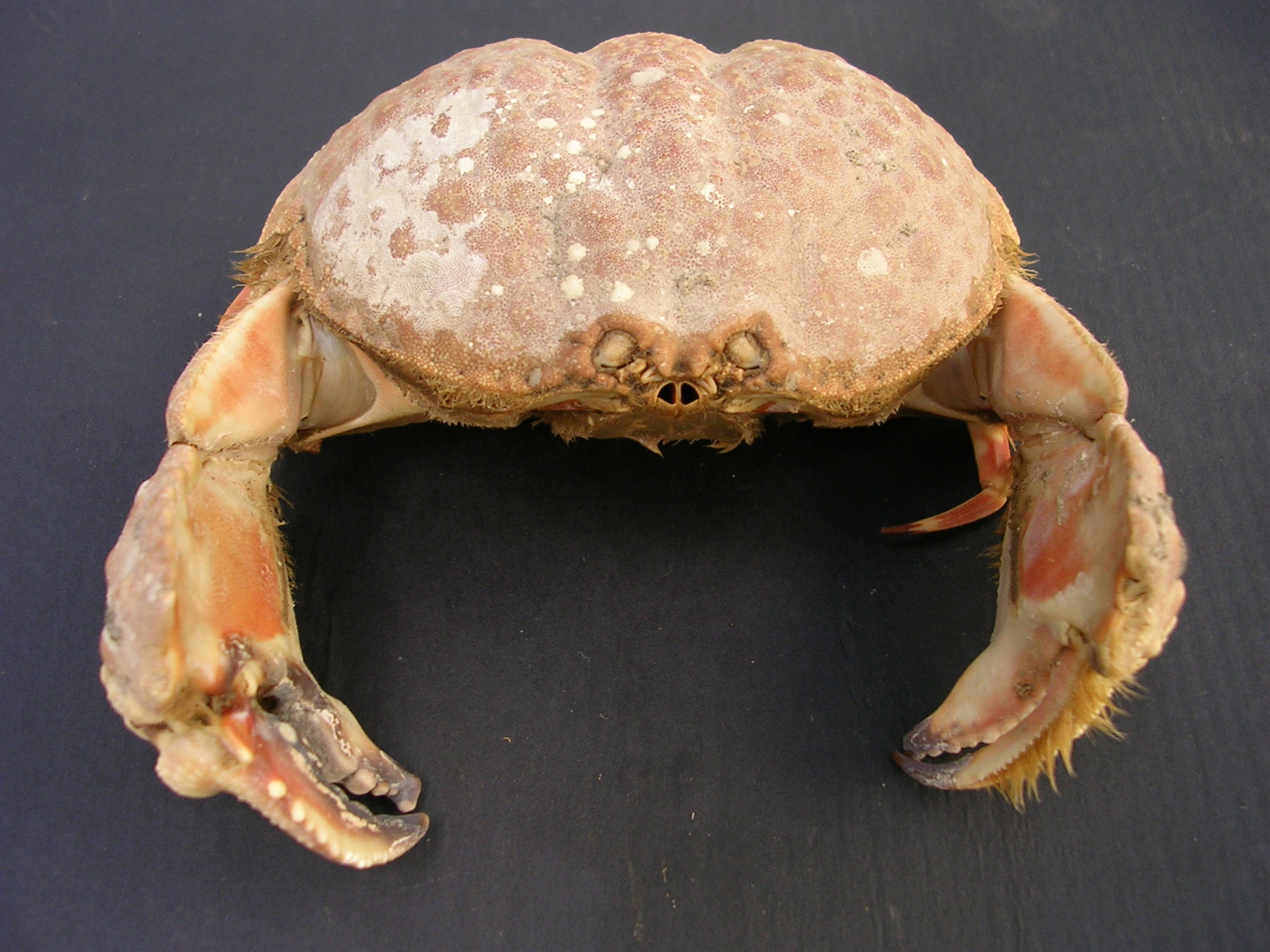